# 시비 (왕)
시비(산스크리트어: शिबि)는 마하바라타와 시비 자타카에 등장하는 왕이다. 그는 찬드라밤사(달 왕조)의 우시나라의 아들로 묘사된다. 그의 전설 중 하나에서 그는 아그니(비둘기로 변신)를 인드라(솔개로 변신)로부터 자신의 살을 바쳐 구했다고 한다. 그는 위대한 친절의 왕이다.

## 전설

### 수호트라와의 만남
마하바라타에 따르면, 쿠루 가문의 수호트라라는 왕이 한때 위대한 리시들을 방문했다. 돌아오는 길에 그는 시비를 만났다. 두 왕은 자신들이 우월하다고 생각하여 마차에 앉아 서로에게 경의를 표했지만, 상대방에게 길을 양보하기를 거부했다. 현자 나라다가 두 왕을 만났고, 교착 상태에 대해 들은 후 두 사람에게 정직과 겸손의 미묘한 차이에 대해 설교했다. 그는 시비가 수호트라보다 덕에서 우월하지만, 두 사람 모두 마음이 넓으므로 한 명이 반드시 다른 한 명에게 길을 양보해야 한다고 선언했다. 이에 따라 수호트라는 시비의 업적을 칭찬하며 후자에게 길을 양보하기로 했다.

### 살 공양
데바들은 한때 시비의 명성을 시험하기로 결정했다. 아그니는 비둘기 모습으로 왕의 무릎에 피난처를 찾아왔고, 뒤쫓는 솔개로부터 보호를 요청했다. 왕의 사제는 비둘기의 생명을 보호하는 것이 그의 맹세한 의무이며, 그 비둘기가 사실은 현자라고 말했다. 인드라는 솔개 모습으로 나타나 시비에게 자신이 쫓던 비둘기를 달라고 요청했다. 시비는 자신에게 도움을 청한 비둘기를 넘겨주기를 거부하고 다른 살을 대신 바치겠다고 맞섰다. 전설에 따르면, 솔개(인드라)는 시비왕에게 비둘기로 변신한 아그니를 구하기 위해 바쳐야 할 살은 그의 오른쪽 허벅지에서 잘라 비둘기의 무게와 같아야 한다고 지시했다. 시비는 자신의 살 조각을 바치기 시작했고, 그것들을 비둘기 저울에 올려놓았지만, 새가 자신이 희생한 모든 살보다 더 무겁다는 것을 알게 되었다. 마침내 왕 자신이 저울에 앉았다. 신들은 원래의 모습으로 돌아와 그를 칭송하며 카포타로마라는 아들을 얻게 될 것이라고 말했다.

## 대중문화에서
파키스탄의 세완은 이전에는 시비스탄으로 알려졌으며, 시비의 이름을 따서 명명되었다고 전해진다. 이곳은 라자 다히르에 의해 설립되었으며, 서기 8세기에 무함마드 빈 카심에게 찬탈되었다. 세완은 신전인 세완 샤리프로 유명하다.
푼다리카크샨 페루말 사원은 그곳의 스타라 푸라나에 따르면 군주에 의해 처음 지어졌다고 한다.
아잔타 석굴에는 시비왕 이야기의 묘사가 있다.
막고굴에는 시비왕 이야기의 그림이 있다.
- 나후샤
- 암바리샤
- 란티데바